# آنتونی باسو
آنتونی باسو (انگلیسی: Anthony Basso؛ ۴ ژوئیهٔ ۱۹۷۹ – ۲۵ ژانویهٔ ۲۰۲۵) یک بازیکن فوتبال اهل فرانسه بود.
از جمله باشگاه‌هایی که وی در آن‌ها بازی کرده‌است، می‌توان به باشگاه فوتبال اودینزه، باشگاه فوتبال اوسر، باشگاه فوتبال هارت آف میدلوتیان، باشگاه فوتبال بنونتو و باشگاه فوتبال وایکینگ اشاره کرد.